# Eureka, Chiapas
Eureka är en ort i Mexiko.   Den ligger i kommunen Unión Juárez och delstaten Chiapas, i den sydöstra delen av landet, 900 km sydost om huvudstaden Mexico City. Eureka ligger 1 174 meter över havet och antalet invånare är 361.
Terrängen runt Eureka är kuperad söderut, men norrut är den bergig. Runt Eureka är det ganska tätbefolkat, med 155 invånare per kvadratkilometer. Närmaste större samhälle är Cacahoatán, 8,8 km söder om Eureka. I omgivningarna runt Eureka växer i huvudsak städsegrön lövskog.